# 정크 (선박)

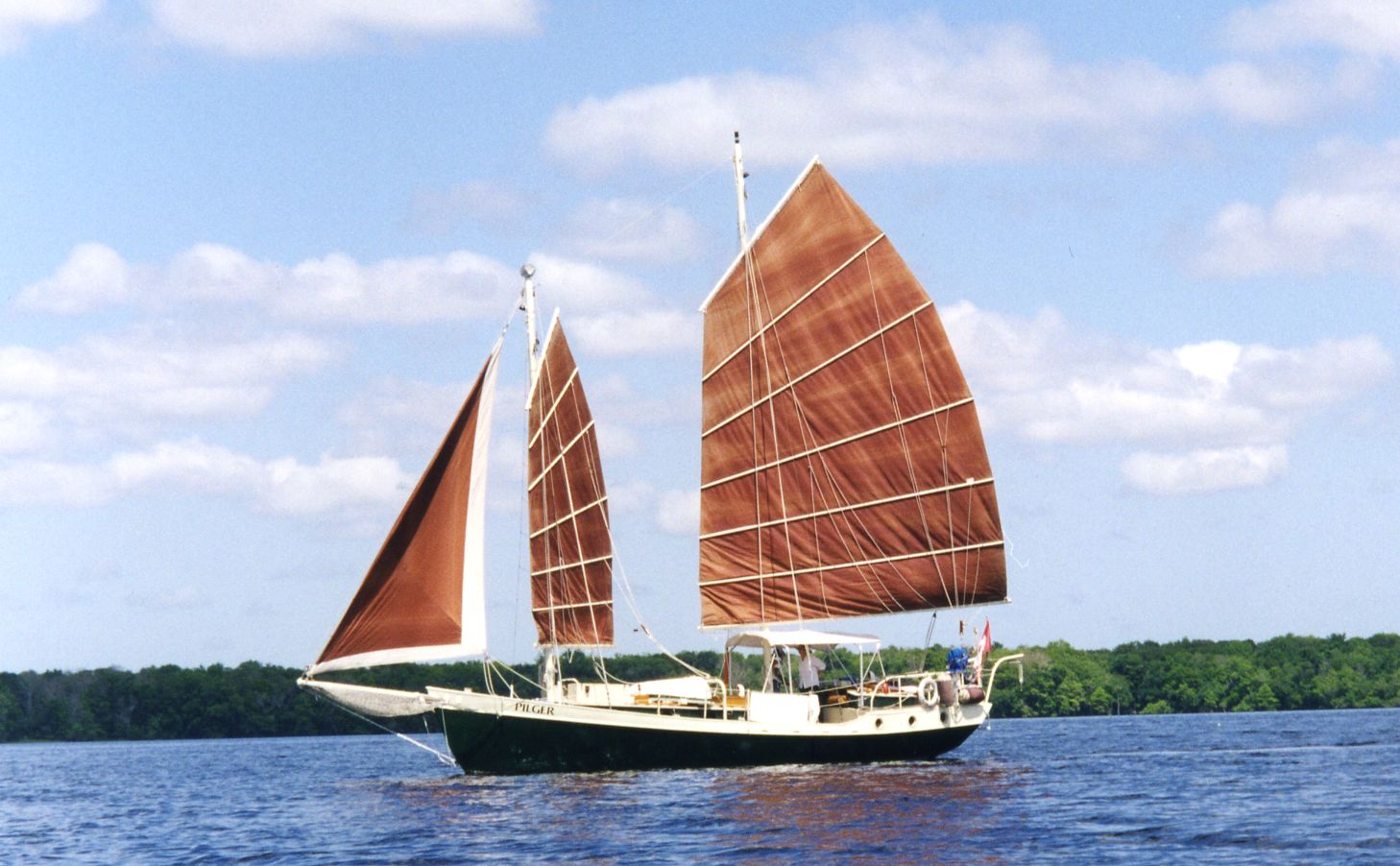
정크 돛을 단 스쿠너.

정크(영어: Junk, 중국어: 戎克船)는 오늘날까지 쓰이고 있는 중국의 범선이다. 정크형 배는 송나라 때 발달했으며, 해양 항해용으로 쓰인 역사는 기원후 2세기까지 거슬러 올라간다. 이후 세월이 지나면서 여러 왕조와 여러 국가에 전파되어 개량 발전되었으며, 현재도 동남아시아, 인도, 중국 등지에서 찾아볼 수 있고, 홍콩과 싱가포르의 것이 특히 유명하다. 또한 현대에 들어 정크가 아닌 범선에도 정크형 돛을 달아 레저용으로 사용하기도 한다.

정크의 범장도.

## 같이 보기
- 피니시 (선박)
- 통캉
- 정크 범장